# Thiếc selenide
Thiếc selenide, còn được gọi là stannous selenide, là một hợp chất vô cơ có thành phần chính gồm hai nguyên tố là thiếc và selen, với công thức hóa học được quy định là SnSe. Trong hợp chất này, thiếc có trạng thái oxy hóa là +2. Thiếc(II) selenide là một kim loại chalcogenit điển hình,  có nghĩa là nó bao gồm một anion nhóm 16 (Se2-) và một nguyên tố điện dương (Sn2+) và được sắp xếp trong một cấu trúc lớp.
Thiếc(II) selenide có tính dẫn nhiệt thấp cũng như độ dẫn điện hợp lý, tạo ra khả năng sử dụng nó trong các vật liệu nhiệt điện. Vào năm 2014, một nhóm nghiên cứu tại Đại học Northwestern đã thiết lập được kỷ lục thế giới về hiệu suất vật liệu nhiệt điện.

## Sử dụng khác
Các hợp chất thiếc selenide có thể được sử dụng cho các thiết bị quang điện, pin mặt trời, thiết bị chuyển mạch bộ nhớ, và anốt cho pin lithi-ion.
Thiếc(II) selenide có một tác dụng bổ sung như một chất bôi trơn trạng thái rắn, do tính chất liên kết giữa các lớp.  Tuy nhiên, nó không phải là chất ổn định bền vững nhất của chalcogenit, bởi vì wolfram diselenide có liên kết liên kết yếu hơn rất nhiều, là chất trơ hóa học cao và có độ ổn định cao trong môi trường nhiệt độ cao, chân không cao.